# Dudki (województwo mazowieckie)
Dudki – wieś sołecka w Polsce położona w województwie mazowieckim, w powiecie garwolińskim, w gminie Trojanów.
| SIMC    | Nazwa    | Rodzaj    |
| ------- | -------- | --------- |
| 0692423 | Kamionki | część wsi |

Wierni Kościoła rzymskokatolickiego należą do parafii św. Bartłomieja Apostoła w Korytnicy.
W latach 1975–1998 miejscowość administracyjnie należała do województwa siedleckiego.